# Necessità lunatica
Necessità Lunatica, pubblicato il 10 aprile 2012 dall'etichetta discografica Warner Music Italy/Atlantic Records, è il quarto album del cantante italiano Marco Carta.

## Descrizione
Il disco anticipato dal singolo Mi hai guardato per caso uscito il 30 marzo, contiene altri 11 brani, tra cui pezzi come Ti voglio bene, scritto da Federica Camba e Daniele Coro che racconta la perdita di una mamma, una tragedia che ha colpito anche il cantante. Il tema predominante del disco è l'amore, visto sotto diversi aspetti.
Dall'album vengono inoltre estratti come singoli, il 7 settembre successivo, la title track, Necessità lunatica, mentre il 18 gennaio 2013, Scelgo me. Il 26 aprile 2013 esce il quarto estratto, Ti voglio bene mentre il 28 giugno 2013 il quinto singolo, Fammi entrare, anch'esso scritto come gli altri quattro da Federica Camba e Daniele Coro.
Il titolo dell'album - ha riferito il cantante - non si riferisce a una delle canzoni del disco, ma a un suo personale bisogno di cambiamento e di evoluzione e alla necessità di imparare nuove cose.

## Tracce
1. Scusami amore – 4:02 (Carlo Rizioli, Saverio Grandi)
2. Fammi entrare – 3:38 (Federica Camba, Daniele Coro)
3. Mi hai guardato per caso – 3:20 (Federica Camba, Daniele Coro)
4. Necessità lunatica – 3:24 (Federica Camba, Daniele Coro)
5. Ti voglio bene – 2:54 (Federica Camba, Daniele Coro)
6. Chiudi gli occhi – 3:24 (Dario Faini, Antonio Galbiati)
7. Parlami – 3:22 (testo: Francesco Gazzè – musica: Francesco De Benedittis, Massimiliano Corona)
8. Scelgo me – 3:40 (Federica Camba, Daniele Coro)
9. Solo un ricordo ma immenso – 3:54 (Federica Camba, Daniele Coro)
10. Ti sorriderò – 3:16 (Federica Camba, Daniele Coro)
11. Ritorni mia – 3:21 (Federica Camba, Daniele Coro)
12. Due mondi opposti – 2:39 (Davide Simonetta)

## Formazione
- Marco Carta - voce
- Emiliano Fantuzzi - chitarra elettrica
- Max Costa - programmazione
- Daniele Coro - chitarra elettrica e acustica
- Dado Parisini - tastiera, pianoforte
- Pino Perris - tastiera
- Daniel Bestonzo - tastiera, pianoforte
- Cesare Chiodo - basso
- Alfredo Golino - batteria
- Riccardo Galardini - chitarra acustica
- Massimo Varini - chitarra acustica, chitarra elettrica
- Paolo Costa - basso
- Filippo Martelli - direzione d'orchestra
- Federica Camba - cori

## Successo commerciale
L'album esordisce alla 2ª posizione della Classifica FIMI Album, posizione massima raggiunta da questo lavoro discografico.
Le vendite dell'album sono state supportate dai singoli estratti, il primo Mi hai guardato per caso che ha raggiunto come posizione massima la 6ª della Top Singoli venendo certificato disco d'oro per le oltre 15 000 vendite in digitale, successivamente dal secondo, Necessità lunatica che ha raggiunto come posizione massima la 4ª nella succitata classifica, venendo anch'esso certificato disco d'oro per le oltre 15 000 vendite in digitale e infine dal terzo estratto, Scelgo me decimo nella classifica dei singoli più venduti in Italia certificato disco d'oro per aver venduto oltre 15 000 copie in digitale.
Necessità lunatica risulta essere il 77º album più venduto in Italia nel 2012 secondo la classifica di fine anno stilata sempre da FIMI.

## Tour
Prima di dare il via al Necessità lunatica tour Marco Carta ha regalato ai suoi fan due concerti di anteprima: si è infatti esibito il 14 maggio a Milano, al palazzetto Alcatraz e il 17 maggio a Roma, al palazzetto Atlantico. Il tour è poi proseguito con altre sei tappe e oltre alle date italiane, è stato caratterizzato anche da una tappa estera, svoltasi il 14 giugno a Nova Gorica, in Slovenia, presso il Casinò Perla.

### Date
Fonte
Anteprima
1. 14 maggio Milano (MI) – Alcatraz
2. 17 maggio Roma (RM) – Atlantico

Prosieguo Tour
Fonte
1. 14 giugno Nova Gorica (GO), Slovenia - Casinò Perla
2. 28 luglio Polvica di Nola (NA) - Piazza San Vincenzo
3. 4 agosto Agira (EN) - Sicilia Fashion Village
4. 5 agosto Vallefiorita (CZ) - Piazza Matteotti
5. 20 agosto Cassano all'Ionio (CS) - Laghi di Sibari
6. 25 agosto Sant'Egidio di Monsampolo (AP) - Piazza Sant'Egidio
7. 13 dicembre Spadafora (ME) - Piazza Castello

## Classifiche

### Posizioni massime
| Classifica (2012) | Posizione massima |
| ----------------- | ----------------- |
| Italia            | 2                 |

### Classifiche di fine anno
| Classifica (2012) | Posizione |
| ----------------- | --------- |
| Italia            | 77        |